# Зайцев, Сергей Петрович
Сергей Петрович Зайцев (род. 31 июля 1960) — заместитель Генерального прокурора Российской Федерации. Государственный советник юстиции 1 класса, заслуженный юрист России, почетный работник прокуратуры РФ.

## Биография
Родился 31 июля 1960 года.
- 1977—1978 — токарь Казанского завода «Электроприбор». В 1978—1981 годах служил в Вооружённых Силах СССР.

- 1981—1982 — слушатель подготовительного отделения Казанского государственного университета. С 1982 — студент Казанского государственного университета им. В. И. Ульянова-Ленина. В 1987 году окончил университет по специальности «Правоведение». После окончания университета — стажёр Елабужской городской прокуратуры.

- 1988—1991 — помощник прокурора города Елабуга.

- 1991—1993 — старший следователь Елабужской городской прокуратуры.

- 1993 — заместитель прокурора города Елабуга

- 1993—1997 — прокурор города Лениногорск Республики Татарстан

- 1997—2000 — заместитель прокурора Республики Татарстан, г. Казань

- 2000—2000 — первый заместитель прокурора Чувашской Республики, г. Чебоксары

- С сентября 2000 года по 2004 — прокурор Чувашской Республики, г. Чебоксары

- 2004—2011 — прокурор г. Санкт-Петербурга

- C 2011 года — заместитель Генерального прокурора Российской Федерации[1] по Приволжскому федеральному округу[2].

## Отзывы
Я хорошо знаю Сергея Петровича по совместной работе на протяжении 7 лет. Это очень профессиональный человек, — заявила Матвиенко.— «Четвертый новый», «Российская газета» - Столичный выпуск №5617 (241) от 27.10.2011.